# Proceso Mond
El proceso Mond, proceso de Mond o del proceso de carbonilo es una técnica creada por Ludwig Mond en 1890 para extraer y purificar níquel. El proceso fue utilizado comercialmente hasta finales del siglo XIX. Se realiza mediante la conversión de los óxidos de níquel (níquel combinado con oxígeno) en níquel puro.
Este proceso hace uso del hecho de que los complejos de monóxido de carbono con níquel para dar carbonilo de níquel son fácilmente reversibles. Ningún otro elemento forma un compuesto carbonilo en las condiciones suaves utilizadas en este procedimiento.

## Fases del proceso
Este proceso tiene tres pasos:
1. El óxido de níquel reacciona con gas de síntesis a 200 °C para eliminar el oxígeno, produciendo níquel impuro. Las impurezas incluyen hierro y cobalto.
NiO (s) + H2 (g) → Ni (s) + H2O (g)
2. El níquel impuro se hace reaccionar con exceso de monóxido de carbono a 50-60 °C para formar carbonilo de níquel. No se forman los complejos con las otras impurezas metálicas
Ni (s) + 4 CO (g) → Ni(CO)4 (g)
3. La mezcla de monóxido de carbono y el exceso de carbonilo de níquel se calienta a 220-250 °C. En la calefacción, el tetracarbonilo de níquel se descompone para dar níquel puro:
Ni(CO)4 (g) → Ni (s) + 4 CO (g)

## Aspectos prácticos
La descomposición puede ser manipulada para producir polvo de zinc, pero más comúnmente un sustrato existente es cubierto con níquel. Por ejemplo, los pellets de níquel se hacen dejando caer pequeñas bolitas, a través del gas caliente de carbonilo, lo que deposita una capa de níquel en los gránulos.
Este proceso también se ha utilizado para el recubrimiento de níquel sobre otros metales, cuando una forma compleja o la existencia de huecos y esquinas hace difícil conseguir buenos resultados con la galvanoplastia. Aunque los resultados son buenos, la elevada toxicidad del carbonilo de níquel y del monóxido de carbono hacen que este método no sea práctico como proceso industrial. En su lugar se emplea el método de niquelado electrolítico.